# چایواکواچا (یاولی)
چایواکواچا (به اسپانیایی: Challwaqucha) یک کوه در پرو است که در استان یاولی واقع شده‌است. چایواکواچا ۵٬۰۰۰ متر بالاتر از سطح دریا واقع شده‌است.